# Гільєрме Гвідо
Гільєрме Гвідо (порт. Guilherme Guido, 12 лютого 1987) — бразильський плавець.
Учасник Олімпійських Ігор 2008, 2016 років.
Чемпіон світу з плавання на короткій воді 2014 року, призер 2010, 2012, 2018 років.
Переможець Панамериканських ігор 2011, 2015, 2019 років.
Переможець Південнамериканських ігор 2010 року, призер 2006 року.